# Lettice Knollys
Lettice Knollys, também conhecida como  Lettice Devereux, Lettice Dudley ou Laetitia ( Rotherfield Greys, 8 de novembro de 1543 — Drayton Bassett, 25 de dezembro de 1634), foi uma nobre inglesa. Foi esposa de Walter Devereux, 1.º Conde de Essex, e depois de sua morte, tornou-se a segunda esposa de Roberto Dudley, 1.º Conde de Leicester. Seu último marido foi o soldado Christopher Blount.

## Família
Era a filha mais velha de Sir Francis Knollys e Catarina Carey.
Por via materna, era neta de Maria Bolena e sobrinha-neta de Ana Bolena, mãe da rainha Isabel I de Inglaterra, que tinha o segundo marido de Lettice, Robert Dudley, como favorito na sua corte. 

## Biografia
Casou-se por três vezes, sendo a primeira com o conde de Essex, Walter Devereux, o já citado Dudley, e Sir Christopher Blount, que serviu a seu segundo marido. Teve seis filhos.

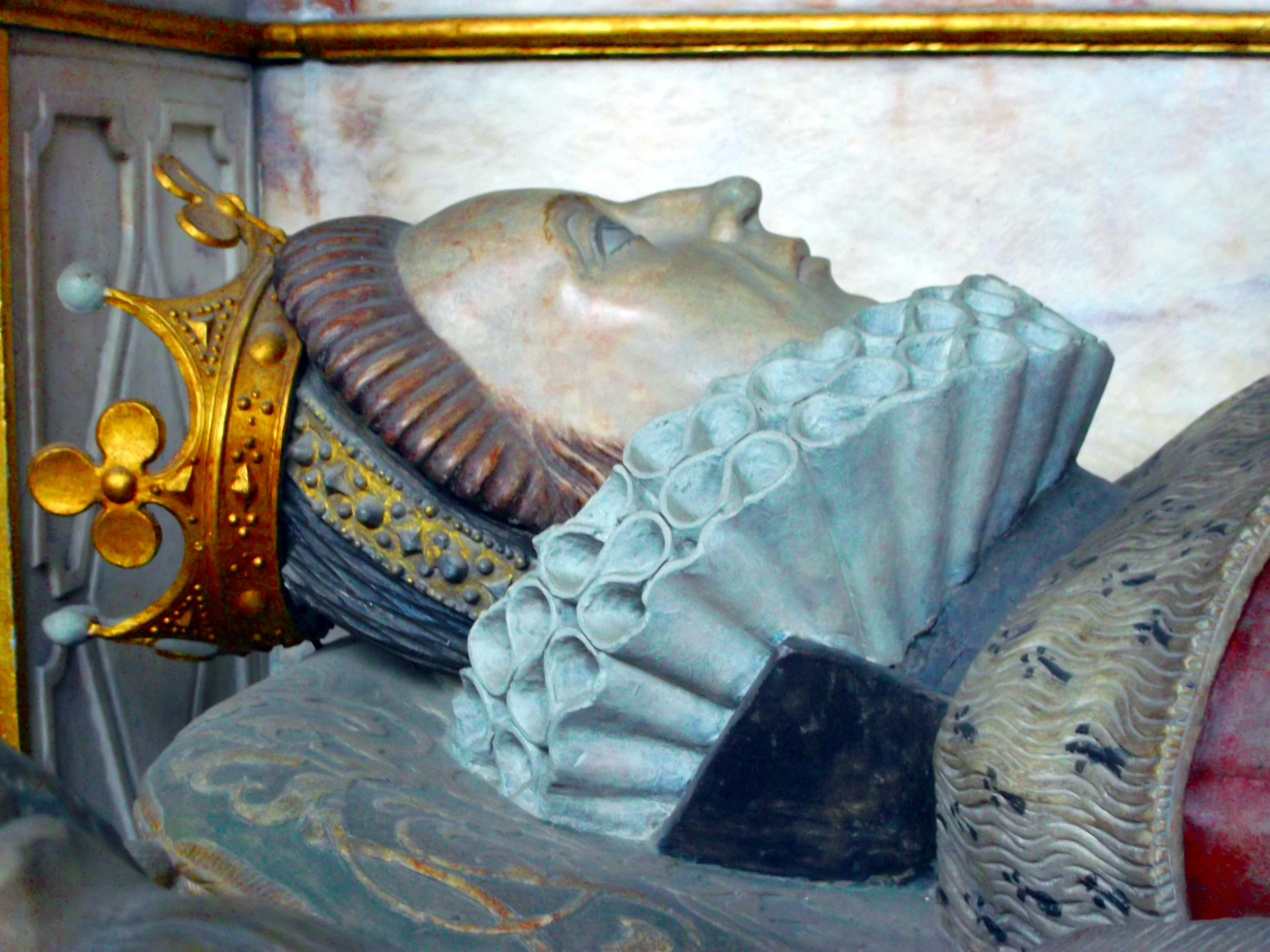
Efígie de Lettice.

Após a morte dos seus maridos, permaneceu como Lady Leicester e Condessa Viúva. Veio a falecer no dia de Natal em 1634, aos 91 anos, em Drayton Bassett e está sepultada ao lado de seu segundo esposo, Robert Dudley, na Igreja Colegial de Santa Maria.

## Descendência
De seu primeiro casamento, teve cinco filhos:
- Penelope Blount (janeiro de 1563 - 7 de julho de 1607), foi Senhora Rich por seu primeiro casamento com Roberto Rich, 1.º Conde de Warwick, com quem teve sete filhos. Penélope cometeu adultério com Carlos Blount, 1.º Conde de Devonshire, com quem se casou após o seu divórcio, e teve três filhos;
- Dorothy Percy (c. 1564 - 3 de agosto de 1619), casou-se secretamente pela primeira vez com Sir Thomas Perrot, um cortesão e membro do Parlamento, e com ele teve dois filhos. Seu segundo marido foi Henrique Percy, 9.º Conde de Northumberland, de quem teve quatro filhos;
- Robert Devereaux (10 de novembro de 1566 – 25 de fevereiro de 1601), 2.º conde de Essex e favorito da rainha Isabel I. Foi marido de Frances Walsingham, filha de Francis Walsingham, secretário de Estado. Teve filhos com ela, e com sua amante, Elizabeth Southwell;
- Walter Devereaux (1569 - 1591), marido de Margaret Dakins, Senhora Hoby, dona do mais antigo diário escrito por uma mulher em inglês;
- Francis Devereaux (morto quando criança).

Com o segundo marido, foi mãe:
- Robert Dudley, Senhor Denbigh (morto quando criança).

Seus diversos descendentes incluem: Charles Darwin, Diana, Princesa de Gales, Isabel Bowes-Lyon, Winston Churchill, Sara, Duquesa de Iorque, John Davison Rockefeller e P. G. Wodehouse.